# ZB vz. 30
ZB vz. 30 (Zbrojovka Brno vzor 1930, vzor însemând model) a fost o variantă interbelică îmbunătățită a puștii-mitralieră ZB vz. 26 de fabricație cehoslovacă. Deși cele două arme erau aproape identice ca aspect, ZB vz. 30 era diferită din punct de vedere al procesului de fabricație și al mecanismului intern. Arma avea unele caracteristici constructive asemănătoare prototipului modelului Bren, care a devenit ulterior pușca-mitralieră standard a armatei britanice în timpul celui de-al Doilea Război Mondial. Armata germană a introdus în dotare arma după ocuparea Cehoslovaciei sub denumirea MG30(t). Considerată a fi o armă excelentă din punct de vedere al performanțelor și a calității, ZB vz. 30 avea un proces de fabricație relativ lung, complex și costisitor.
ZB vz. 30 a fost fabricată sub licență în România de către Uzinele Metalurgice Copșa Mică-Cugir (abreviere: CMC Cugir). Producția a fost demarată cu ajutorul firmei cehoslovace Zbrojovka din Brno în anul 1938, pușca-mitralieră fiind denumită oficial ZB Model 1930. Până la începutul Operațiunii Barbarossa, armata română fusese complet echipată cu peste 18000 de exemplare importate din Cehoslovacia și 5000 de exemplare fabricate la Cugir. Procesul de fabricație a continuat pe tot parcursul războiului, rata de producție fiind de 250 exemplare pe lună în octombrie 1942. ZB Model 1930 a fost în dotare și după război, fiind înlocuită de puștile-mitraliere RPD și PM Md. 1964. Ulterior, a fost în dotarea Gărzilor Patriotice.